# Alticola macrotis
Alticola macrotis es una especie de roedor de la familia Cricetidae.

## Distribución geográfica
Se encuentra en Mongolia y Rusia. 